# Mount Gambier, Nam Úc
Mount Gambier là một thành phố trong tiểu bang Nam Úc, Úc. Thành phố có dân số 23.494 người (năm 2006). Thành phố có cự ly cách thủ phủ bang Adelaide 450 km.
Mount Gambier là thành phố khu vực lớn nhất ở Nam Úc nằm khoảng 450 km về phía nam của thủ đô Adelaide và chỉ 17 km từ biên giới tiểu bang Victoria.
Thành phố lấy tên gọi từ núi lửa Gambier - một miệng núi lửa được quan sát thấy vào năm 1800 bởi trung úy James Grant của đoàn khảo sát HMS Lady Nelson và được đặt tên theo Lord James Gambier (Đô đốc Hải quân Anh).
Người ta biết đến thành phố qua vị trí địa lý thú vị của nó, đặc biệt là núi lửa cạnh đó.
Trước khi có khu định cư người châu Âu thì nơi này đã có thổ dân người Buandig (hoặc Boandik) cư trú từ lâu. Họ được gọi nơi đây là ereng balam hoặc egree belum, có nghĩa là "nhà của con đại bàng diều hâu".

## Khí hậu
Mount Gambier có khí hậu Địa Trung Hải (phân loại khí hậu Köppen Csb). Thành phố có mùa hè khô và ấm áp trong khi mùa đông ẩm ướt, mát mẻ.
| Dữ liệu khí hậu của Mount Gambier       | Dữ liệu khí hậu của Mount Gambier | Dữ liệu khí hậu của Mount Gambier | Dữ liệu khí hậu của Mount Gambier | Dữ liệu khí hậu của Mount Gambier | Dữ liệu khí hậu của Mount Gambier | Dữ liệu khí hậu của Mount Gambier | Dữ liệu khí hậu của Mount Gambier | Dữ liệu khí hậu của Mount Gambier | Dữ liệu khí hậu của Mount Gambier | Dữ liệu khí hậu của Mount Gambier | Dữ liệu khí hậu của Mount Gambier | Dữ liệu khí hậu của Mount Gambier | Dữ liệu khí hậu của Mount Gambier |
| Tháng                                   | 1                                 | 2                                 | 3                                 | 4                                 | 5                                 | 6                                 | 7                                 | 8                                 | 9                                 | 10                                | 11                                | 12                                | Năm                               |
| --------------------------------------- | --------------------------------- | --------------------------------- | --------------------------------- | --------------------------------- | --------------------------------- | --------------------------------- | --------------------------------- | --------------------------------- | --------------------------------- | --------------------------------- | --------------------------------- | --------------------------------- | --------------------------------- |
| Cao kỉ lục °C (°F)                      | 44.1 (111.4)                      | 44.9 (112.8)                      | 41.3 (106.3)                      | 35.8 (96.4)                       | 28.5 (83.3)                       | 21.6 (70.9)                       | 22.4 (72.3)                       | 26.6 (79.9)                       | 32.2 (90.0)                       | 33.3 (91.9)                       | 41.2 (106.2)                      | 43.3 (109.9)                      | 44.9 (112.8)                      |
| Trung bình ngày tối đa °C (°F)          | 25.3 (77.5)                       | 25.3 (77.5)                       | 23.1 (73.6)                       | 19.5 (67.1)                       | 16.1 (61.0)                       | 13.9 (57.0)                       | 13.2 (55.8)                       | 14.2 (57.6)                       | 15.9 (60.6)                       | 18.0 (64.4)                       | 20.5 (68.9)                       | 23.0 (73.4)                       | 19.0 (66.2)                       |
| Tối thiểu trung bình ngày °C (°F)       | 11.2 (52.2)                       | 11.7 (53.1)                       | 10.6 (51.1)                       | 8.8 (47.8)                        | 7.4 (45.3)                        | 5.8 (42.4)                        | 5.2 (41.4)                        | 5.5 (41.9)                        | 6.3 (43.3)                        | 7.1 (44.8)                        | 8.4 (47.1)                        | 10.0 (50.0)                       | 8.2 (46.8)                        |
| Thấp kỉ lục °C (°F)                     | 1.4 (34.5)                        | 2.8 (37.0)                        | 0.0 (32.0)                        | −1.8 (28.8)                       | −2.8 (27.0)                       | −3.9 (25.0)                       | −3.9 (25.0)                       | −2.6 (27.3)                       | −3.4 (25.9)                       | −1.6 (29.1)                       | −0.8 (30.6)                       | 1.2 (34.2)                        | −3.9 (25.0)                       |
| Lượng Giáng thủy trung bình mm (inches) | 27.4 (1.08)                       | 26.0 (1.02)                       | 35.8 (1.41)                       | 54.7 (2.15)                       | 71.8 (2.83)                       | 84.1 (3.31)                       | 100.2 (3.94)                      | 95.7 (3.77)                       | 72.6 (2.86)                       | 60.7 (2.39)                       | 46.2 (1.82)                       | 38.3 (1.51)                       | 711.1 (28.00)                     |
| Số ngày giáng thủy trung bình           | 8.4                               | 7.8                               | 11.0                              | 14.5                              | 18.4                              | 19.8                              | 21.9                              | 21.6                              | 19.1                              | 16.8                              | 13.2                              | 11.6                              | 184.1                             |
| Độ ẩm tương đối trung bình (%)          | 44                                | 44                                | 49                                | 56                                | 68                                | 73                                | 72                                | 67                                | 63                                | 59                                | 53                                | 48                                | 58                                |
| Số giờ nắng trung bình tháng            | 282.1                             | 243.6                             | 213.9                             | 165.0                             | 136.4                             | 120.0                             | 133.3                             | 164.3                             | 171.0                             | 213.9                             | 228.0                             | 251.1                             | 2.322,6                           |
| Nguồn:                                  |                                   |                                   |                                   |                                   |                                   |                                   |                                   |                                   |                                   |                                   |                                   |                                   |                                   |